# Ljubičasta ruža Kaira
Ljubičasta ruža Kaira (eng. The Purple Rose of Cairo) je američka fantastična komedija iz 1985. koju je režirao Woody Allen prema vlastitom scenariju. Radnja se vrti oko plahe Cecilije (Mia Farrow) kojoj jednog dana u kinu filmski lik Tom (Jeff Daniels) siđe s platna te se zaljubi u nju. Film kroz tu priču govori o utjecaju umjetnosti i mašte na živote ljudi. Woody Allen je u nekoliko navrata izjavio da mu je ovo jedan od najdražih filmova koje je režirao.

## Filmska ekipa
Režija: Woody Allen
Glume: Mia Farrow (Cecilia), Jeff Daniels (Tom Baxter/Gil Shepherd), Danny Aiello (Monk), Irving Metzman (Menadžer kina), Dianne Wiest (Emma) i dr.

## Radnja
New Jersey, 1930-te. Cecilia je plaha djevojka koja jedva spaja kraj s krajem usred velike ekonomske krize. Njen nasilni suprug Monk ju tuče, pobira sav novac te vara s drugim ženama. Njena sestra joj je nabavila posao konobarice, no ova jedino razmišlja o filmovima te se nikada ne koncentrira na posao. U lokalnom kinu počeo je igrati novi film, „Grimizna ruža Kaira“ u kojem glumi Gil Shepherd, a Cecilia odmah otiđe pogledati ga. Film joj se tako svidi da ga idućih dana otiđe pogledati 20-ak puta. Nakon svađe s Monkom napusti njihovu kuću, ali se ipak odluči vratiti. Kada jedne večeri opet otiđe u kino pogledati „Grimiznu ružu Kaira“, lik iz filma, pustolov Tom Baxter, se „trgne“ iz rutine i počne razgovarati s njom. Cecilia i svi u publici su šokirani, no još ih više iznenadi kada Tom siđe s platna u stvarni svijet i pobjegne s Cecilijom. 
Cecilia je zbunjena, no Tom joj ispriča da mu je dosadila rutina filma i da se zaželio stvarnog svijeta. Njih dvoje se zaljubi. Istodobno, producenti filma su u panici jer bi takav bizaran incident mogao upropastiti uspjeh na blagajnama. Stoga pošalju Gila Shepherda, glumca koji glumi Toma, u New Jersey kako bi vratio svoj lik natrag u film. Gil doista pronađe Toma, ali ovaj odbije vratiti se natrag u film i pobjegne. Gil se ubrzo također zaljubi u Ceciliju. Tom odvede Ceciliju u njegov film i njih dvoje se zabave, ali ju onda Gil vrati natrag u pravi svijet. Na kraju se Cecilija odluči za Gila jer je on stvaran, dok je Tom fiktivan lik. Razočaran, Tom se vrati natrag u film. No upravo kada Cecilija ponovno napusti Monka i otiđe na ulicu, menadžer joj objasni da je Gil već otišao natrag u Hollywood bez nje. Ona onda shvati da je izabrala krivog čovjeka te opet uđe u kino, ali tamo više ne igra „Grimizna ruža“, nego neki drugi film.

## Nagrade
- Osvojen Zlatni globus (najbolji scenarij) i 3 nominacije (najbolji film – komedija ili mjuzikl, glavna glumica u komediju ili mjuziklu Mia Farrow, najbolji glavni glumac u komediji ili mjuziklu Jeff Daniels)
- Nominacija za Oscara (najbolji scenarij)
- Osvojene 2 nagrade BAFTA (najbolji film, scenarij) i 2 nominacije (najbolja glavna glumica Mia Farrow, specialni efekti)
- Nominacija za Zlatnu palmu u Cannesu (osvojena nagrada FIPRESCI)
- Osvojen New York Film Critics Circle Award (najbolji scenarij)

## Zanimljivosti
- Ovo je tek drugi film kojeg je Woody Allen režirao a da u njemu nije nastupio
- Michael Keaton je isprva dobio glavnu ulogu. No usred snimanja Woody Allen je zaključio da film ne funkcionira s njim pa ga je zamijenio Jeff Daniels.
- Nakon prvih projekcija neki su govorili Allenu da bi film mogao biti hit ako samo promijeni tužan kraj. No Allen je odbio jer je rekao da je kraj jedan od razloga zašto je snimio film.
- Sličnu priču o čovjeku koji prelazi iz filmskog svijeta u stvarni i natrag je snimio i Buster Keaton u svojem filmu "Sherlock Jr." iz 1924.

## Allenovo mišljenje
2001. Woody Allen je u intervjuu kod National Film Theatre izjavio da je „Grimizna ruža Kaira“ jedan od njegovih rijetkih filmova koji su ispali baš onako kako je on htio. Izjavio je: „Grimizna ruža“ je film kod kojeg sam se zaključao u svoju sobu kako bi ga pisao...Napisao sam ga napola no nije išao nikuda pa sam ga odložio. Nisam znao što da učinim s njim. Igrao sam se s drugim idejama. Tek kada me je pogodila ideja, mnogo vremena kasnije, da stvarni glumac dođe u grad te da ona mora birati između filmskog glumca i stvarnog glumca a izabere pravog glumca a on ju odbaci, je to postao pravi film. Prije toga to nije bio. No cijela stvar je imala temelje“.

## Kritike
Većina kritičara je blagonaklono ocijenilo „Grimiznu ružu Kaira“ zbog spajanja fantazije, drame i komedije, dok je samo manjina odbacila film kao neuspješan. Tako je u svojoj pohvalnoj recenziji Rob Vaux napisao: „Satirično razbijanje četvrtog zida u ovom filmu sakriva gorko-slatku poruku o holivudskim snovima i neugodnim stvarnostima koje skrivaju“. Jeffrey M. Anderson je zaključio: „Jedan od Allenovih najboljih i najšarmantnijih eksperimenata“, a Phil Villarreal ga je čak ocijenio kao jednim od redateljovih najboljih ostvarenja: „Najpodcijenjeniji od svih Allenovih velikih filmova“. Frederic Brussat je napisao: „Ovo je angažirajuče, maštovito i zabavno djelo puno opservacija o interakciji između filmova i života...U svim kategorijama, „Grimitzna ruža Kaira“ se dokazuje kao potpuno očaravajuče djelo umjetnosti jednog od naših najboljih filmaša".

## Vanjske poveznice
- Ljubičasta ruža Kaira u internetskoj bazi filmova IMDb-a
- Recenzije na Rottentomatoes.com
- TIME - 100 velikih filmova  Arhivirana inačica izvorne stranice od 28. veljače 2007. (Wayback Machine)
- Filmovi Woodyja Allena
- Intervju s Allenom o filmu